# Грифид ап Рис II
Грифид (валл. Gruffydd) (умер в 1201 году) — сын Риса, правителя Дехейбарта и его жены Гвенллиан верх Мадог. В 1189 году коварный Грифид убедил отца арестовать своего старшего, но незаконнорождённого брата, Майлгуна, после чего отношения между братьями были безнадежно испорчены. Рис провозгласил Грифида наследником. После смерти отца Грифид встретился с юстициарием Хьюбертом, который признал его права, однако Майлгун объединился с Гвенвинвином Поуисским, напал на Грифида в Аберистуите и взял его в плен. Впоследствии Гвенвинвин передал Грифида англичанам, и те держали его в заточении в замке Корф. В 1198 году англичане использовали Грифида в качестве посредника во время войны с Поуисом. Оставшись на свободе, Грифид захватил весь Кередигион кроме замков Кардиган и Истрад Мейриг. В 1201 году Грифид заболел и умер. Грифид был похоронен в аббатстве Страта Флорида. Его брат Майлгун стал единолично править в Дехейбарте.